# Joseph Mark Gopu
Joseph Mark Gopu (* 17. Oktober 1907 in Tatchur, Britisch-Indien; † 28. Februar 1971) war ein indischer Geistlicher und römisch-katholischer Erzbischof von Hyderabad.

## Leben
Joseph Mark Gopu empfing am 20. Dezember 1933 das Sakrament der Priesterweihe.
Am 4. Juli 1948 ernannte ihn Papst Pius XII. zum Titularbischof von Gilba und zum Weihbischof in Pondicherry. Der Erzbischof von Pondicherry, Auguste-Siméon Colas MEP, spendete ihm am 29. September desselben Jahres die Bischofsweihe; Mitkonsekratoren waren der Bischof von Bangalore, Thomas Pothacamury, und der Bischof von Coimbatore, Ubagaraswani Bernadotte.
Papst Johannes XXIII. bestellte ihn am 8. Januar 1953 zum Bischof von Hyderabad. Am 19. September desselben Jahres wurde Joseph Mark Gopu infolge der Erhebung des Bistums Hyderabad zum Erzbistum erster Erzbischof von Hyderabad. Gopu nahm an allen vier Sitzungsperioden des Zweiten Vatikanischen Konzils teil.